# Колледімеццо
Колледімеццо (італ. Colledimezzo) — муніципалітет в Італії, у регіоні Абруццо, провінція К'єті.
Колледімеццо розташоване на відстані близько 160 км на схід від Рима, 95 км на південний схід від Л'Аквіли, 45 км на південний схід від К'єті.

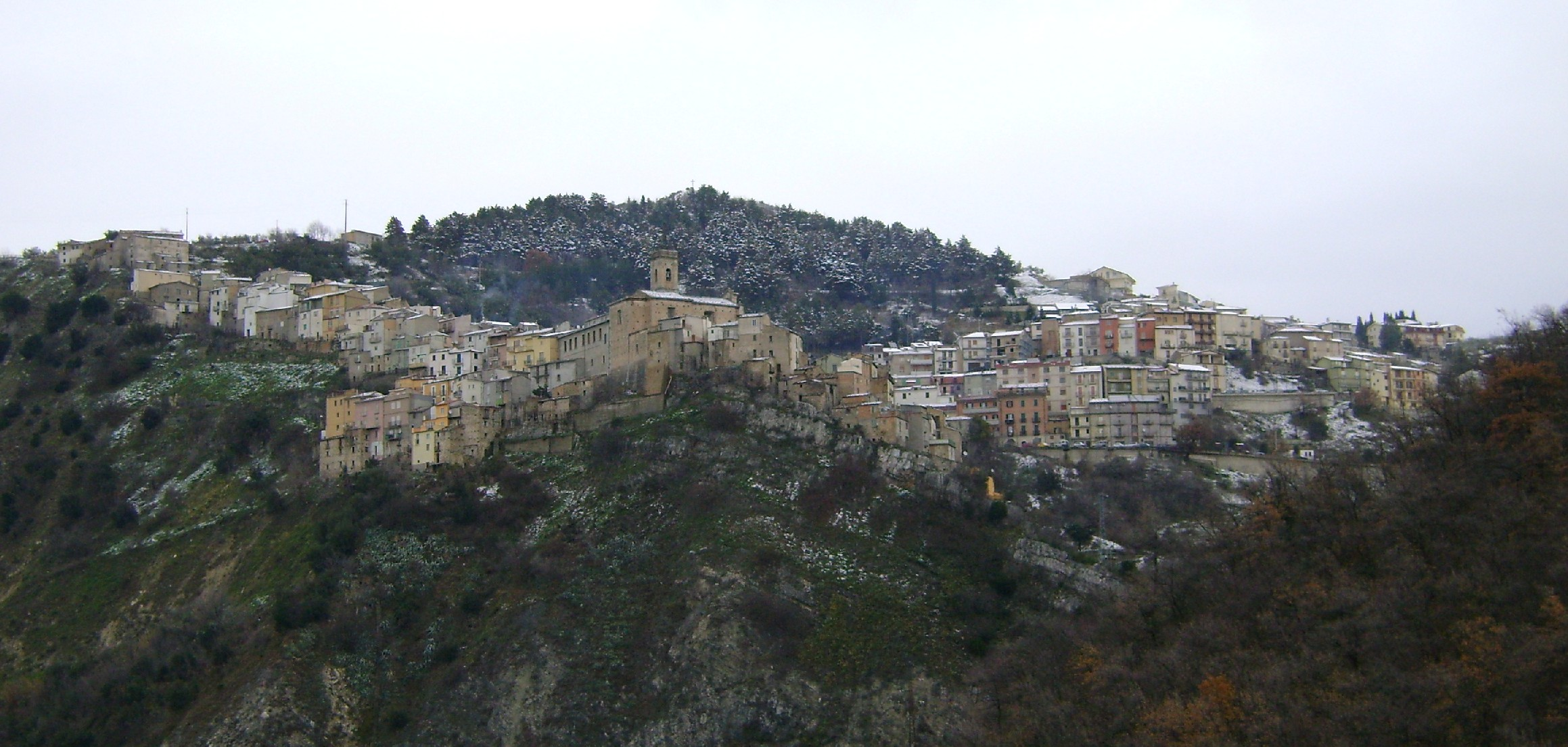

Населення — 524 особи (2014).
Покровитель — святий Рох.

## Демографія
Населення за роками:

Станом на 1 січня 2023 року в муніципалітеті офіційно проживали 24 іноземці з 8 країн, серед них 16 громадян країн Євросоюзу та 2 громадяни України.

## Сусідні муніципалітети
- Атесса
- Монтаццолі
- Монтеферранте
- П'єтраферраццана
- Вілла-Санта-Марія